# バーチャルオフィス
バーチャルオフィス（英語: Virtual office, 仮想事務所のこと）とは、1960年台にアメリカ合衆国において、事務ごとに事務所を設置していた背景と、固定電話やFAXなどの通信手段やIT通信機器がそれほど普及しておらず、それらの印刷機やコピー機を含む事務機器を一時的に使用する目的とから生まれた、事務スペースを提供するサービスである。
日本においては、オフィスが果たしていた機能を代替するITインフラ、あるいは代替するサービスであり、レンタルオフィスという名称でサービスを提供するひとつの形態としてバーチャルオフィスが進化している。オフィスに必要な事務機器や商談、会議の場を提供している。

## 歴史
バーチャルオフィスという概念は、1980年代にオーストラリアの企業であるサーブコープ（Servcorp）によって初めて導入された。同社は、物理的なオフィスを持たずにビジネスを展開する新たなサービスモデルを開発し、「バーチャルオフィス」という用語を最初に提唱したとされている。

## 日本におけるオフィスの定義
執務スペース機能オフィスは机とイスである
内部コミュニケーション機能オフィスは打合せ・会議の場である
社会的連絡先機能オフィスは社会的な看板である
顧客応対機能オフィスは受付・商談・応対の場である
倉庫・物流機能オフィスは金庫であり物置であり郵便ポストである

## IT機器によるオフィスの再現
対向島型のオフィスで課長のもと男性総合職が女性事務職にお茶をついでもらうというオフィスの形は、インターネットに代表されるコミュニケーションネットワークの発達や会社内部での情報共有の電子化等によってその姿を大きく変えた。携帯電話の急速な普及を皮切りに、ロータスノーツやサイボウズに代表されるグループウェアやテレビ電話・電話会議はもとより、Skypeなどのインターネット電話の普及がこの流れを一層後押しした。内部コミュニケーション機能と顧客対応機能をITインフラを通じて実現することで、場所を共有しなくても仕事を一緒に進めていけるというスタイルに変遷した。

## サービス提供形態
バーチャルオフィスとは、レンタルオフィス等と異なり業務スペース（事務所）を構えることなく、事業を始める際に必要な住所や電話番号といった基本的な情報などを借りることができるサービスである。バーチャルオフィスなら会社設立やオフィスを構える際の初期費用を抑えながらも一等地の住所をビジネス利用できる。
バーチャルオフィスには通常の事務所のように、デスク・椅子・事務機器などの設備を設置するスペースは備わっていないケースが多い。物理的な部分でのオフィス機能をほとんど持たない代わりに、事務所を運営するために必要不可⽋である住所・電話番号などが付与され、法人としての登記も可能。開業届の提出や確定申告、ネットショップ運営時の特定商取引法に基づく表記、請求書・契約書記載の住所にもバーチャルオフィスの住所は使用可能である。
バーチャルオフィスは事業者によって提供するサービス内容が異なる。一般的には、法人登記用の住所を貸し出すサービスが多いが、住所だけでなく、電話番号や、郵便物の受取、転送、会議室やコワーキングスペースの利用が含まれる事業者もある。これによりスタートアップや個人事業主は実際のオフィスを構えずにビジネスを運営できる。 一方、レンタルオフィスは物理的なオフィススペースを一定期間利用する形態であり、バーチャルオフィスとは提供される実体的環境に違いがある。「あたかも入居しているように」オフィスの機能が用意できることで、実際にオフィスを開設する際に発生するイニシャルコストを大幅に削減し、スペースや対応する事務社員の人件費を月額1万から5万円程度までに圧縮できる事もあって、スタートアップ時のベンチャー企業や都心部にクライアントをもつSOHOを中心に利用が広がっているサービスであった。最近ではインターネットショップの連絡先などに活用する事も多い。
セキュリティ面においても、自宅を事務所とした場合でも表向きにはバーチャルオフィスの住所と電話番号を会社のものとして公開できるため、個人情報の保護に繋がる。一部の業種で開業申請など許認可が必要な職種には使えない場合もあるので注意が必要。例えば中古品を取り扱う古物商などは許認可申請時にバーチャルオフィスの住所は使えない。営業所を縮小してバーチャルオフィスに切り替える企業もあった。ここでは、先に挙げたオフィスの機能の全てが一定の制限のもとに実現されている（金庫・倉庫の機能も、外部倉庫を組み合わせる事で解消している事業者もいる）。

## 変遷
1つの専業的な事務的空間から、フレキシブルに空間を提供するコワーキングスペースにまで発展した。日本の住居空間において、ビデオ会議や商談を行う場合、騒音や家族関係、情報セキュリティの問題を孕むことがあるため、一時的な利用に留まっている。2019年新型コロナウイルス発生において、クラスター感染や移動の自粛、IT機器の高い普及率から、テレワーク（在宅勤務）が広がっている。

## 主な提供企業
バーチャルオフィスサービスは、世界中の多くの都市で提供されており、以下 のような企業が代表的なプロバイダーとして知られている。
- サーブコープ（Servcorp） – オーストラリア発祥  。1980年代にバーチャルオフィスの概念を提唱。
- GMOオフィスサポート - インターネットのGMOが開始したサービス。
- その他、国内外の多くの企業が同様のサービスを展開している。